# Trentepohlia (Trentepohlia) sutilis
Trentepohlia (Trentepohlia) sutilis is een tweevleugelige uit de familie steltmuggen (Limoniidae). De soort komt voor in het Afrotropisch gebied.